# Rayon d'amour
Pour plus de détails, voir Fiche technique et Distribution.
Rayon d'amour (Happiness Ahead) est un film musical américain en noir et blanc réalisé par Mervyn LeRoy, sorti en 1934.

## Synopsis
Joan Bradford, jeune fille riche qui s'ennuie, s'enfuit de son domaine le soir du Nouvel An. Elle se retrouve dans une boîte de nuit et rencontre le travailleur Bob Lane. Elle fait semblant d'être une pauvre condition. Une romance naît entre eux. Bob aimerait créer sa propre entreprise, et Joan l'aide secrètement. Cependant, quand il découvre qui elle est vraiment, il se met en colère...

## Fiche technique
- Titre français : Rayon d'amour
- Titre original : Happiness Ahead
- Réalisation : Mervyn LeRoy
- Scénario : Brian Marlow, Harry Sauber
- Producteur : Jeff Lazarus
- Photographie : Tony Gaudio
- Montage : William Clemens
- Société de production : First National Pictures
- Société de distribution : Warner Bros
- Pays de production : États-Unis
- Format : Noir et blanc - 1,37:1 - son : Mono
- Genre : Comédie romantique et film musical
- Durée : 86 minutes
- Dates de sortie :  
  - États-Unis : 27 décembre 1934
  - France : 20 décembre 1934

## Distribution
- Dick Powell : Bob Lane
- Josephine Hutchinson : Joan Bradford
- John Halliday : Henry Bradford
- Frank McHugh : Tom
- Allen Jenkins : Chuck
- Ruth Donnelly : Anna
- Dorothy Dare : Josie
- George Chandler : Window Washer